# Banco de Córdoba
El Banco de Córdoba es la entidad financiera más importante de la Provincia de Córdoba. Es un banco comercial principalmente al mercado financiero, además es el principal agente financiero del Estado de la provincia de Córdoba. Es propiedad mayoritaria del Gobierno de Córdoba.
Tiene la casa central ubicada en calle San Jerónimo 166, Ciudad de Córdoba. También cuenta con varios centros de pagos y diversas sucursales en el interior de la provincia, así como sucursales en la Ciudad Autónoma de Buenos Aires y Santa Fe.

## Historia
Fue fundado el 22 de septiembre de 1873 cuando el ministro Félix T. Garzón consigue un préstamo que permitió al gobierno de la Provincia de Córdoba abrir el banco con su primer aporte de capital. En su origen la ideología que el banco adquirió fue proporcionar dinero a bajo interés y a plazos razonables a todos los sectores de la sociedad, para fomentar el desarrollo económico de la provincia.
La sede central del Banco no fue creada a la par con el año de fundación del banco, que llevada a cabo por el arquitecto italiano Francisco Tamburini, quien también llevó a cabo muchas y grandes edificaciones en la Argentina como son el Teatro Colón, la Casa Rosada, el Teatro del Libertador San Martín el cual también se encuentra en la ciudad de Córdoba, entre otras, y bajo la dirección técnica del ingeniero José Franceschi.

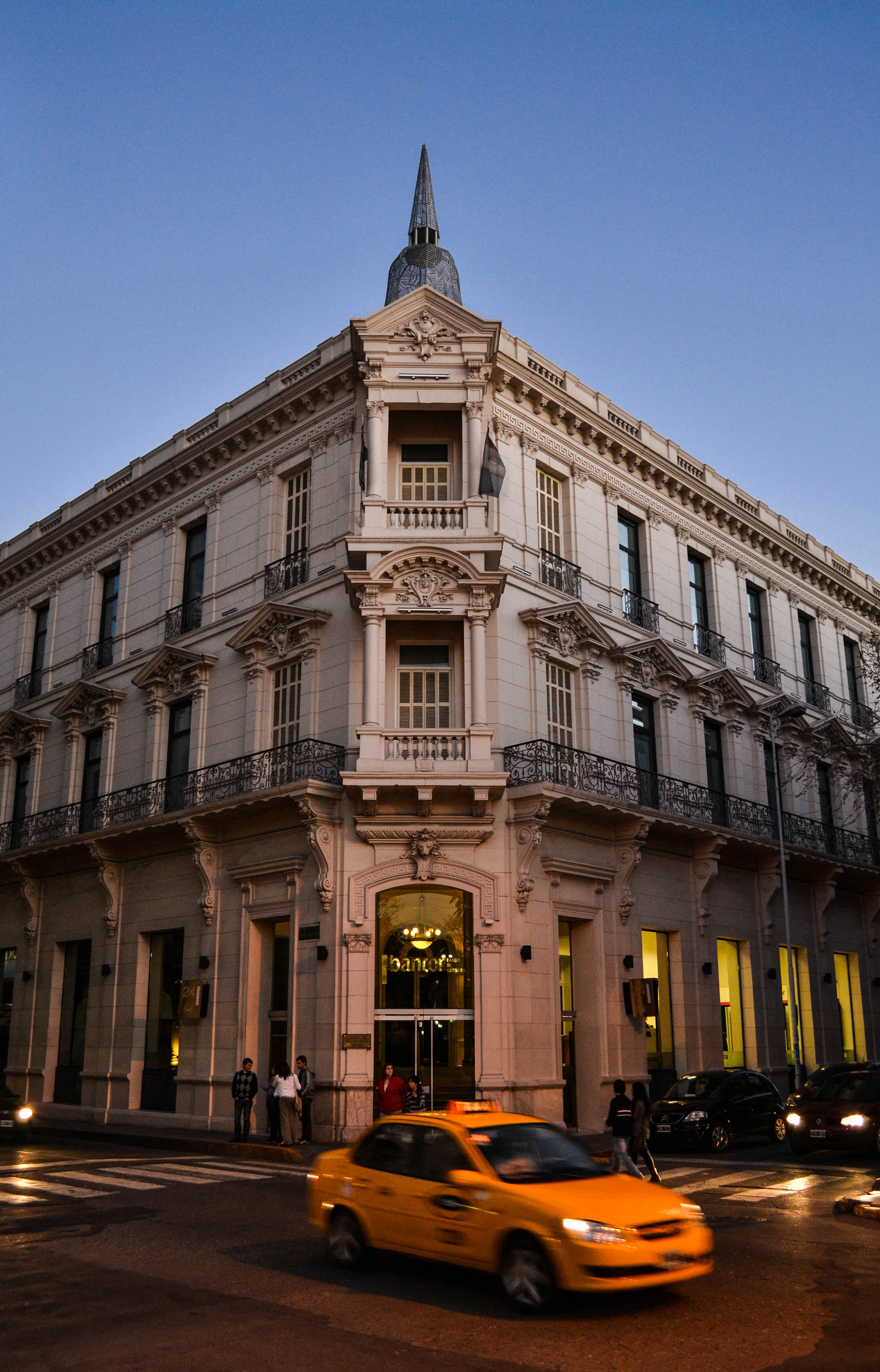
Sucursal Catedral, ubicado en pleno centro de la ciudad.

La construcción de la sede llevó una totalidad de tres años empezando con la planificación en 1887 y finalizó abriendo sus puertas, el 17 de mayo de 1889 e introduciendo la edificación entre los primeros edificios construidos en Latinoamérica con identidad y esencia financiera y la cual en un futuro sería reconocida como patrimonio provincial y luego nacional ya que es una obra arquitectónica única y perdurable desde su estructura hasta sus decoraciones, tanto desde su exterior hasta su interior.
La estructura superficial da una idea de una estructura antigua, de la época aunque las cosas cambian completamente al entrar al patrimonio ya que la decoración es contemporánea y del siglo XXI. La importancia que se pretendía dar y la visión de una provincia en el desarrollo de la economía en pleno proceso de expansión se vio reflejado en la estructura y diseño del banco ya sea a partir de la decoración interior, las pinturas, el vitraux, las esculturas e incluso el ascensor.

## Museo del Banco de Córdoba
Dentro del banco se encuentra el museo del mismo, donde se exhibe una colección numismática valiosísima de las primeras y más antiguas monedas hispanoamericanas que circularon por La Argentina y a ellas los acompaña una eminente colección de los primeros billetes publicados por la Provincia de Córdoba asimismo puede apreciarse planimetría original de la edificación y entre otras cosas se puede contemplar una colección de obras con diferentes temáticas y estilos, con artistas como: Francisco Vidal, Emilio Caraffa y José Malanca. [cita requerida]

## Patrimonio histórico

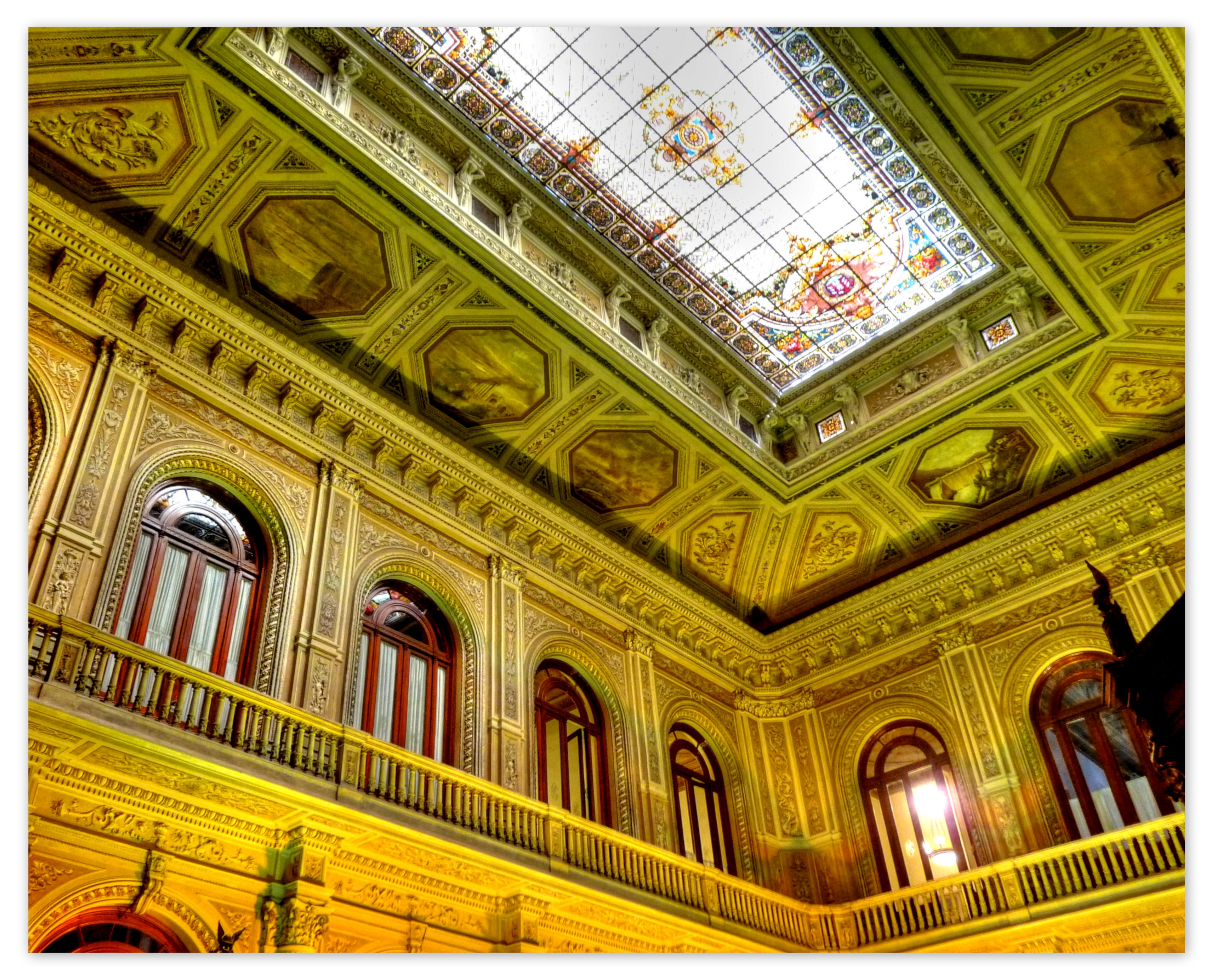
El Interior del edificio central demuestra la calidad y valor arquitectónico de este patrimonio.

La sede central del Banco de Córdoba es uno de los primeros edificios construidos especialmente para una entidad financiera en América Latina y constituye una de las obras más relevantes del patrimonio arquitectónico de la provincia. Fue declarado monumento histórico provincial en 1993 y nacional en el 2000.[cita requerida]
Este edificio fue impulsado por el arquitecto italiano Francesco Tamburini, quien dejó su sello en algunas de las obras más emblemáticas de la Argentina, como el Teatro Colón, la terminación de la Casa Rosada, el departamento de Policía en la Ciudad de Buenos Aires y el Hospital de Clínicas; y el Teatro Libertador San Martín en Córdoba. [cita requerida]
La construcción del edificio se inició en 1887 bajo la dirección técnica del ingeniero José Franceschi y se inauguró el 17 de mayo de 1889 en la calle San Jerónimo 166, donde actualmente funciona la casa central del Banco de Córdoba. Desde su estructura hasta su decoración fueron concebidos como una obra arquitectónica única.
La decoración de la casa central del Banco de Córdoba se inspiró en el Palacio de Versalles, al aplicar una amplia variedad de técnicas y diseños. 
En el interior del edificio se destaca la figura de Mercurio, que simboliza al protector de los mercaderes y los gremios.

## Biblioteca
La biblioteca del Banco, inaugurada el 21 de septiembre de 1944, sigue hoy en día en constante crecimiento e integra una gran colección bibliográfica y una hemeroteca que se especializa en economía y derecho, y alberga publicaciones tanto nacionales como extranjeras; además ha sido de gran ayuda informativa para alumnos, maestros, profesores, etc. La misma otorga al público préstamos de material bibliográfico a domicilio y en sala de lectura.[cita requerida]

## Autoridades
El directorio está compuesto por:
- Presidente: Dr. Raúl José Paolasso
- Vicepresidente: Juan Manuel Llamosas
- Director Ejecutivo: Carlos Gaspar
- Directores Generales: Cr. Hugo Alberto Escañuela, Dr. Elio Antonio Sánchez y Dr. Juan Manuel Cid
- Director Ejecutivo: Carlos Gaspar

## Presidentes
| Nombre                          | Periodo         |
| ------------------------------- | --------------- |
| David Carreras                  | 1873-1880       |
| Tristán A. Malbrán              | 1880            |
| Pablo Barrelier                 | 1880-1881       |
| Tomás Bas                       | 1881-1882       |
| Wenceslao Tejerina Fotheringham | 1881-1882       |
| Tomás Bas                       | 1884            |
| Wenceslao Tejerina Fotheringham | 1884-1891       |
| Félix T. Garzón                 | 1884-1885       |
| Pedro E. Funes                  | 1884-1885       |
| Pedro E. Funes                  | 1886            |
| Santiago Díaz                   | 1886-1889       |
| Juan José Pitt                  | 1889-1891       |
| Telasco Castellanos             | 1890-1891       |
| Carlos Bouquet                  | 1891            |
| Julio Astrada                   | 1891-1892       |
| Andrés Piñero                   | 1892            |
| Santos Nuñez                    | 1892-1893       |
| Javier Álvarez                  | 1893            |
| Derminio A. Olmos               | 1893-1899       |
| José Echenique                  | 1899-1902       |
| Rafael Ferrer                   | 1902-1903       |
| Elías Yofré                     | 1903-1906       |
| Crisólogo Oliva                 | 1903-1907       |
| Nicolás Garzón Maceda           | 1906-1909       |
| Agustín Lascano                 | 1908-1917       |
| Crisólogo Oliva                 | 1909            |
| Cleto del Campillo              | 1918-1921       |
| Lucas A. de Olmos               | 1930            |
| Facundo Escalera                | 1921-1929       |
| Facundo Escalera                | 1930-1934       |
| Alfredo Larrosa                 | 1934-1938       |
| Guillermo Fuchs                 | 1938-1944       |
| Mario Martínez Casas            | 1944-1946       |
| Agustín San Milán Molina        | 1946-1947       |
| Mario Martínez Casas            | 1947-1949       |
| Lucas I. de Olmos               | 1949-1951       |
| Carlos V. Berardo               | 1952            |
| Armando I. Vicini               | 1952-1955       |
| Arturo Taglioretti              | 1955-1957       |
| José H. Aguilar                 | 1957-1958       |
| Hugo Vaca Narvaja               | 1958-1960       |
| Héctor Panzeri                  | 1960            |
| Juan Irós                       | 1960-1961       |
| Hugo Vaca Narvaja               | 1961-1962       |
| Benjamín Cornejo                | 1962-1963       |
| Ángel H. Cabral                 | 1963-1965       |
| Jacinto Tarantino               | 1965-1966       |
| Emiliano A. S. Flouret          | 1966            |
| Mario Martínez Casas            | 1966-1969       |
| Rubén R. M. Trecco              | 1969-1970       |
| Antonio Lamberghini             | 1970-1971       |
| Leónidas Bringas Núñez          | 1971-1973       |
| Julio C. Aliciardi              | 1973-1974       |
| Juan Bautista Lirusso           | 1974            |
| José Alberto Arias              | 1974            |
| Raúl Lucini                     | 1974-1975       |
| Carlos V. Berardo               | 1975-1976       |
| Ricardo Rodolfo Pinchi          | 1976            |
| Mario Martínez Casas            | 1976-1981       |
| Manuel Augusto Tagle            | 1981-1983       |
| Jorge Joaquín Cendoya           | 1983-1986       |
| Oscar Antonio Darwich           | 1986-1987       |
| Jorge Joaquín Cendoya           | 1987-1989       |
| Alberto Luis Castagno           | 1989-1992       |
| León Bril                       | 1992            |
| José Walter Dorflinger          | 1992-1995       |
| Rubén R. M. Trecco              | 1995-1996       |
| Luis F. Ferraro                 | 1996-1997       |
| Oscar M. Carrizo                | 1997-1998       |
| Héctor J. Paglia                | 1998-1999       |
| Juan A. Olmedo Guerra           | 1999-2000       |
| Fabián A. Maidana               | 2000-2002       |
| Luis E. Grunhaut                | 2002-2003       |
| Ricardo R. Sosa                 | 2003-2007       |
| Mario Cuneo                     | 2007-2011       |
| Fabián A. Maidana               | 2011-2015       |
| Hugo Escañuela                  | 2015            |
| Daniel Tillard                  | 2015-2023       |
| Raúl José Paolasso              | 2023-actualidad |